# Dominikanerkloster St. Magdalena (Augsburg)
Das Dominikanerkloster St. Magdalena ist ein abgegangenes Kloster der Dominikaner in Augsburg in Bayern in der Diözese Augsburg. Es wurde 1312 gegründet und 1807 aufgelöst.

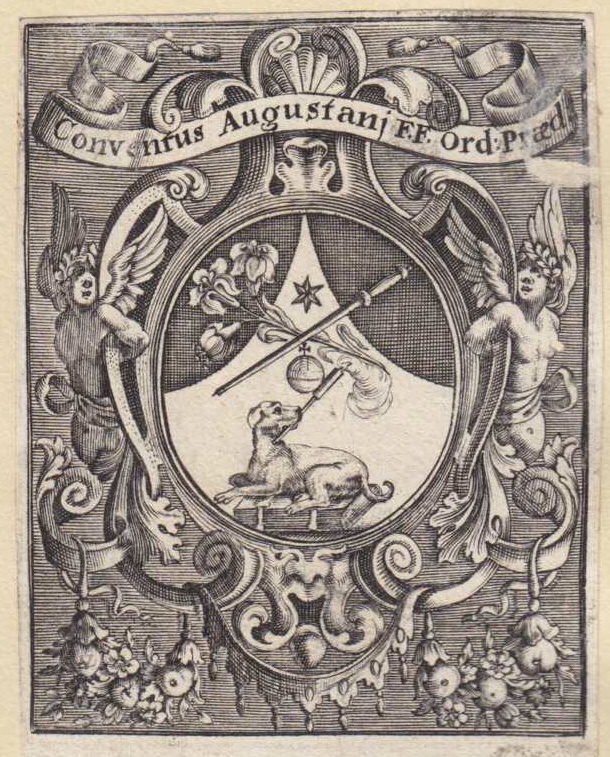
Ex-libris des Augsburger Dominikanerklosters St. Magdalena

## Beschreibung
Das Kloster befand sich im heutigen Stadtbezirk Lechviertel, östliches Ulrichsviertel in der Dominikanergasse auf einer natürlichen Hangkante, die Augsburgs Oberstadt vom Lechviertel trennt. Die sich daran anschließende, den Hang hinunter führende Straße heißt Predigerberg und ist ebenfalls nach dem früheren Kloster benannt. Die ehemalige Dominikanerkirche St. Magdalena, auch Predigerkirche genannt, ist der letzte Rest des im Zweiten Weltkrieg zerstörten säkularisierten Dominikanerklosters. Als Baudenkmal ist die Kirche in die Bayerische Denkmalliste eingetragen.

## Geschichte

### Gründung
1215 gründete der spanische Stiftsgeistliche Dominikus in Toulouse, einem Zentrum der Katharer, den Prediger- oder Dominikanerorden. Sein Nachfolger, der zweite Ordensgeneral Jordan von Sachsen, dürfte 1225 die ersten Brüder von Straßburg nach Augsburg entsandt haben. Sie ließen sich bei den Templern in Augsburg zwischen Vorderem Lech und Predigerberg nieder, wofür wohl die Lauginger und andere Augsburger Bürger die Voraussetzungen schufen. 1251 erfolgt die erste Nennung eines Konvents, der sich aus Adeligen und nicht etwa aus Bürgern zusammensetzte. 1313 kommt es durch Bischof Friedrich I. zur Überlassung von Kirche und Haus des 1312 aufgehobenen Templerordens.

### Bis zur Reformation
Unabhängig von Pfarreigrenzen entfalteten die Dominikaner durch Massenpredigt und Massenbeichte eine rege Wirksamkeit. Die Armutsforderung des hl. Dominikus schloss eine Wirtschaftstätigkeit aus. Die Mönche lebten allerdings nicht nur vom Bettel, von gestifteten Messen, Jahrtagen, Ablässen und bürgerlichen Stiftungen, sondern auch von Grundrenten.
Bis zur Reformation herrschte enges Verhältnis zur Stadt. Augsburger Bürger wie die Fugger, Welser, Meuting, Stetten, Imhof und andere förderten im Mittelalter die Dominikaner. Ein Neubau des Klosters entstand von 1496 bis 1523; von 1513 bis 1515 wurde die heutige Klosterkirche St. Magdalena auf den Grundmauern des Vorgängerbaues errichtet. Die Geldmittel brachten zum größten Teil Augsburger Bürger auf, woran noch heute eine Gedenktafel zwischen den beiden Hauptportalen erinnert. Der Name des Baumeisters ist nicht bekannt, es werden jedoch Hans Engelberg oder Hans Hieber angenommen.

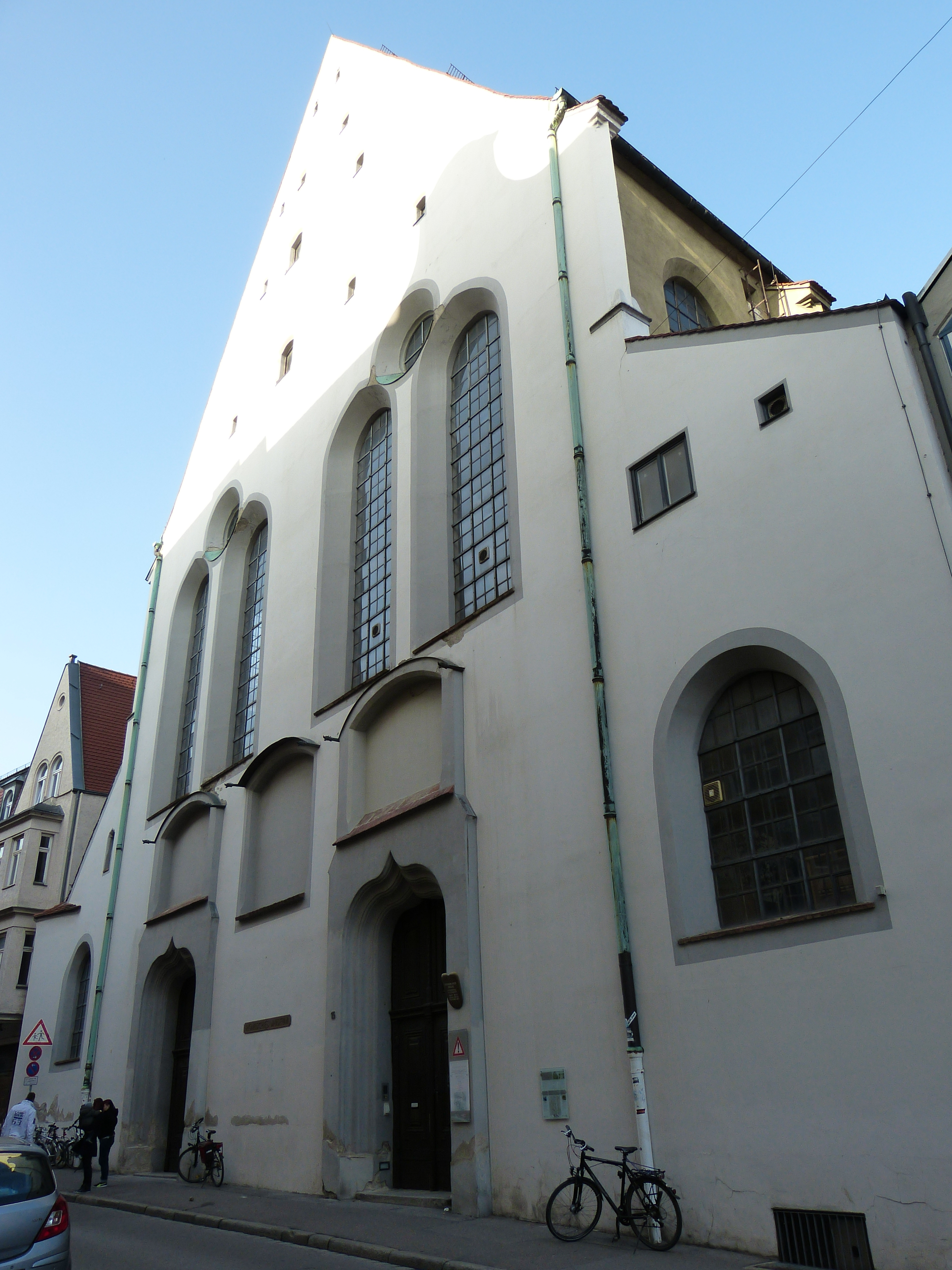
Dominikanerkirche St. Magdalena

### Folgen der Reformation
Als der Prior Johannes Fabri gegen Luther auftrat, wurde er 1525 vom Rat der Stadt ausgewiesen. 1534–1548 musste der bereits 1532 geplünderte Konvent die Stadt verlassen. 1537 nutzte die neu gegründete Stadtbibliothek Augsburg die leer stehenden Klostergebäude. Nach dem für die katholische Seite glücklichen Ausgang des Schmalkaldischen Krieges kehrten die Dominikaner 1548 wieder nach Augsburg zurück. Während des Dreißigjährigen Krieges mussten die Ordensleute 1633 erneut die Stadt verlassen und fanden bei ihrer Rückkehr 1635 ihr Gotteshaus in einem beklagenswerten Zustand wieder.

### Bis zur Säkularisation
1652 stiftete Severin Fugger einen Jahrtag bei der Kirche. 1700 wurden unter dem Prior Hyazinth Ferler die sogenannten katechetischen Predigten eingeführt, die seitdem jeden Dienstag in der Kirche stattfanden. Die Umgestaltung des Innenraumes der Klosterkirche St. Magdalena im Stil des Barock erfolgte 1716 bis 1724.
Das Hochstift Augsburg, das in der Folge des Dreißigjährigen Krieges den Schutz des Klosters übernommen hatte, fiel selbst aber 1802 der Säkularisation zum Opfer. 1802 lebten 27 Konventualen im Konvent, von denen 15 Augsburger Bürger waren. Durch den Friedensvertrag von Pressburg (26. Dezember 1805) verlor Augsburg, das bereits am 21. Dezember von der Bayerischen Armee besetzt worden war, die Reichsfreiheit und fiel an das Königreich Bayern. 1807 brachte die Säkularisation durch Bayern schließlich das Ende für Kloster und Kirche St. Magdalena. 1808 mussten die letzten Mönche das Kloster verlassen.

### Studium generale
Im Kloster bestand bis zur Aufhebung stets ein kleines Studium generale. Berühmte Dozenten waren Hermann von Vohburg, Narcissus Pfister und Johannes Fabri. 1746–1794 war das Kloster St. Magdalena Studienzentrum der süddeutschen Ordensprovinz der Dominikaner.

### Weitere Nutzung
Die königlich bayerische Armee nutzte seit 1807 die Klosterkirche als provisorische Kaserne sowie als Salpeter- und Schwefelmagazin. 1837 ging der Komplex in städtischen Besitz über. Der Bauzustand der Kirche verschlechterte sich über die Jahre zusehends. Zeitweise wurden die Umfunktionierung in eine Markthalle und ihr Abriss diskutiert.
Eine großzügige Spende des Augsburger Textilfabrikanten Hugo Ritter von Forster ermöglichte von 1913 bis 1916 eine umfassende Sanierung. Anschließend bezog die städtische Gemäldegalerie die Kirche. Die Luftangriffe auf Augsburg von 1944 überstand das Kirchengebäude weitgehend unbeschadet, jedoch wurde der frühere Klostertrakt zerstört. Auf dem Gelände steht heute eine Berufsschule. Seit 1966 war in der Dominikanerkirche das Römische Museum untergebracht. Statische Probleme des Fußbodens führten im Dezember 2012 aus Sicherheitsgründen zu einer Schließung des Museums für den Besucherverkehr.

### Rückkehr der Dominikaner im 20. Jahrhundert
1931 wurde zunächst ein Konvent an St. Wolfgang im Spickel gegründet, bevor den Dominikanern 1932 auch die Seelsorge an der Wallfahrtskirche Heilig Kreuz übertragen wurde. Mit der Erhebung zum Konvent 1939, der Errichtung eines Klosterneubaus an Heilig Kreuz 1958 und der Aufgabe der Pfarrei St. Wolfgang im Jahr 2004 konzentrierte sich die dominikanische Präsenz in Augsburg nunmehr ganz auf Kloster und Kirche Heilig Kreuz. 2020 entschloss sich der Dominikanerorden, die Seelsorge der Wallfahrtskirche an das Bistum Augsburg zurückzugeben.